# Étienne de Laporte-Belviala
Étienne Annet Augustin de Laporte-Belviala est un homme politique français né le 10 août 1756 à Grandrieu (Lozère) et décédé le 11 décembre 1833 au même lieu.
Maire de Grandrieu en 1781, administrateur du Gévaudan de 1785 à 1790, il est administrateur du département sous la Révolution, puis conseiller de préfecture sous l'Empire. Il est député de la Lozère en 1815, pendant les Cent-Jours.

## Sources
- « Étienne de Laporte-Belviala », dans Adolphe Robert et Gaston Cougny, Dictionnaire des parlementaires français, Edgar Bourloton, 1889-1891 [détail de l’édition]